# Семейство Робинсън
„Семейство Робинсън“ (на английски: Meet the Robinsons) е компютърен анимационен филм от 2007 г., произведен от Walt Disney Animation Studios, и е режисиран от Стивън Джей Андерсън. Това е 47-ият филм от поредицата „Класически анимационни филми“ на Дисни (Walt Disney Animated Classics).

## Номинации с Оскар
Филмът има една номинация за най-добра анимационна продукция.

## Синхронен дублаж
| Роля              | Изпълнител              |
| ----------------- | ----------------------- |
| Луис              | Георги Николов          |
| Уилбър            | Живко Джуранов          |
| Човек с бомбе     | Георги Тодоров          |
| Гууб              | Зариан Веселинов        |
| Милдред           | Таня Димитрова          |
| Лусил Кранкълхорн | Ася Рачева Слава Рачева |
| Дядо Бъд          | Стоян Алексиев          |
| Г-н Харингтън     | Николай Пърлев          |
| Г-жа Харингтън    | Ралица Ковачева         |
| Г-Н Уилърстийн    | Георги Спасов           |
| Треньор           | Владимир Колев          |
| Стенли            | Иван Ранков             |
| Лизи              | Ния Николова            |
| Малката Франи     | Надя Трифонова          |
| Големият шеф      | Георги Георгиев-Гого    |
| Спайк             | Христо Узунов           |
| Димитри           | Христо Узунов           |
| Карл              | Александър Воронов      |
| Леля Били         | Даринка Митова          |
| Гастон            | Тодор Николов           |
| Чичо Арт          | Георги Георгиев-Гого    |
| Талула            | Яна Атанасова           |
| Ласло             | Румен Угрински          |
| Фриц и Петуния    | Георги Стоянов          |
| Франи             | Светлана Смолева        |
| Франки            | Тодор Георгиев          |
| Дино              | Христо Узунов           |
| Корнелиус         | Тодор Георгиев          |
| Репортер          | Николай Пърлев          |

### Други гласове
| Илия Иванов      |
| Любомир Фърков   |
| Яна Красинска    |
| Борислав Божинов |
| Михаил Чакъров   |
| Ния Николова     |

### Песни
| Песен                     | Изпълнява       |
| ------------------------- | --------------- |
| Ще те накарам да повярваш | Ненчо Балабанов |
| Малки чудеса              | Ненчо Балабанов |

### Българска версия
| Обработка                       | Доли Медия Студио                     |
| ------------------------------- | ------------------------------------- |
| Режисьор на дублажа             | Даниела Горанова                      |
| Превод                          | Венета Янкова                         |
| Музикален режисьор              | Камелия Данкова                       |
| Превод на песните               | Цветелина Цветкова                    |
| Тонрежисьор                     | Цветелина Цветкова Иван Андреев       |
| Творчески директор              | Венета Янкова                         |
| Продуцент на българската версия | Disney Character Voices International |